# الزراعة في تايلاند

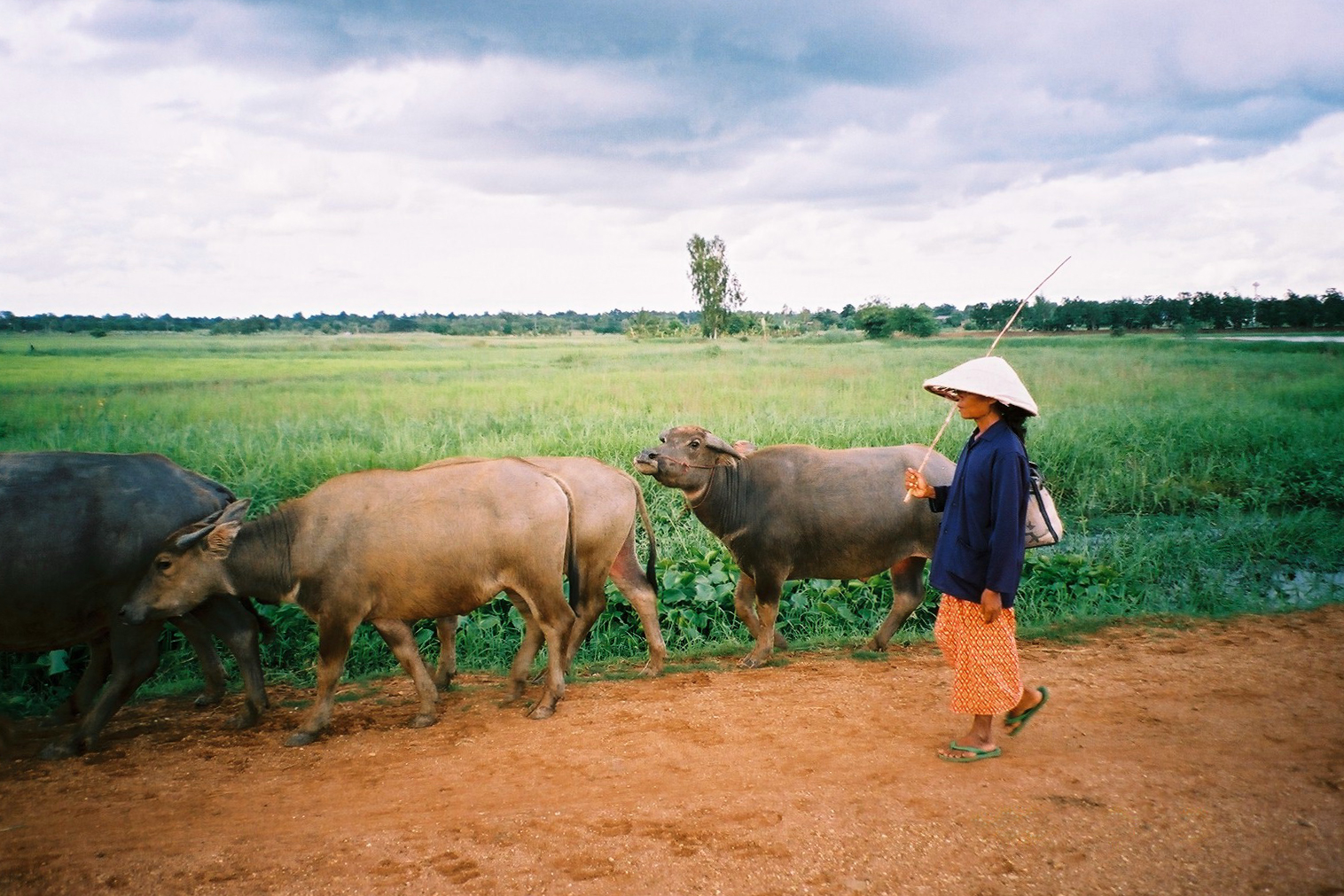
رعي جاموس الماء في محافظة تشايافوم.

تتميز الزراعة في التايلاند بالتنافسية العالية والتنوع وصادراتها الناجحة على المستوى الدولي. يعتبر الأرز أهم المحاصيل الزراعية في البلاد والذي يغطي بالكامل نصف الأراضي المزروعة في التايلاند، بحوالي 60 في المئة من أراضي المزارعين التايلنديين البالغ عددهم 13 مليون نسمة، مما يجعل التايلاند المصدر الرئيسي للأرز في السوق العالمية. إذ بلغت صادرات الأرز لعام 2014 1.3 في المائة من الناتج المحلي الإجمالي. فيما يمثل الإنتاج الزراعي ككل حوالي 10.5 في المائة من إجمالي الناتج المحلي التايلاندي.
يعمل ما يقارب ٪40 من السكان في وظائف متعلقة بالزراعة. بلغت قيمة الأراضي الزراعية التي يعملون فيها 2945 دولارًا أمريكيًا للري (0.395 فدانا؛ 0.16 هكتار) في عام 2013. يمتلك معظم المزارعين التايلانديين أقل من ثمانية هكتارات (50 ري) من الأراضي.
تشمل السلع الزراعية الأخرى المنتجة بكميات كبيرة الأسماك والمنتجات السمكية، التابيوكا، المطاط، الحبوب والسكر. أما الصادرات من الأغذية المصنعة السهلة التحضير مثل التونة المعلبة والأناناس والروبيان المجمد آخذة في الارتفاع.

## دعم الحكومة
بعد أن واجهت البلاد انخفاضا في أسعار الأرز، بلغ أدنى مستوى له منذ عقد. تعهد رئيس الوزراء برايوت تشان أوتشا في نوفمبر 2016، بتحسين رفاهية المزارعين على مدار الخمس السنوات القادمة. مضيفا أن التحسينات ستأتي من «مشاريع المزارعين الذكية» التي أطلقتها الحكومة كجزء من استراتيجيتها الوطنية لمدة 20 عامًا. فيما صرح الوزير العام للزراعة والتعاونيات تشاتشاي أن إستراتيجية الحكومة ستزيد دخل المزارعين إلى 390 ألف باهت للشخص الواحد في السنة في غضون 20 عامًا. مضيفا أنه سيتم تحقيق ذلك من خلال زيادة عدد المزارع الكبيرة إلى 5000 مزرعة في جميع أنحاء البلاد وتحويل 500000 ري (أي 80 ألف هكتار) من زراعة الأرز إلى محاصيل أخرى. خصصت الحكومة ثمانية مليارات باهت لتوفير قروض ميسرة للمزارعين في 35 مقاطعة للتحول إلى زراعة الذرة على مليوني راي (أي 320 ألف هكتار).
في عام 2016، تمت الموافقة على إعطاء إعانات الأرز للأرز المحلي والأرز الأبيض والأرز غير المقشر والأرز اللاصق. ستدفع الحكومة ما يصل إلى 13000 باهت للطن للمنتجين الذين يخزنون أرزهم حتى يتم استعادة أسعار الأرز الإجمالية بشكل تدريجي.